# Psychrometr Assmanna

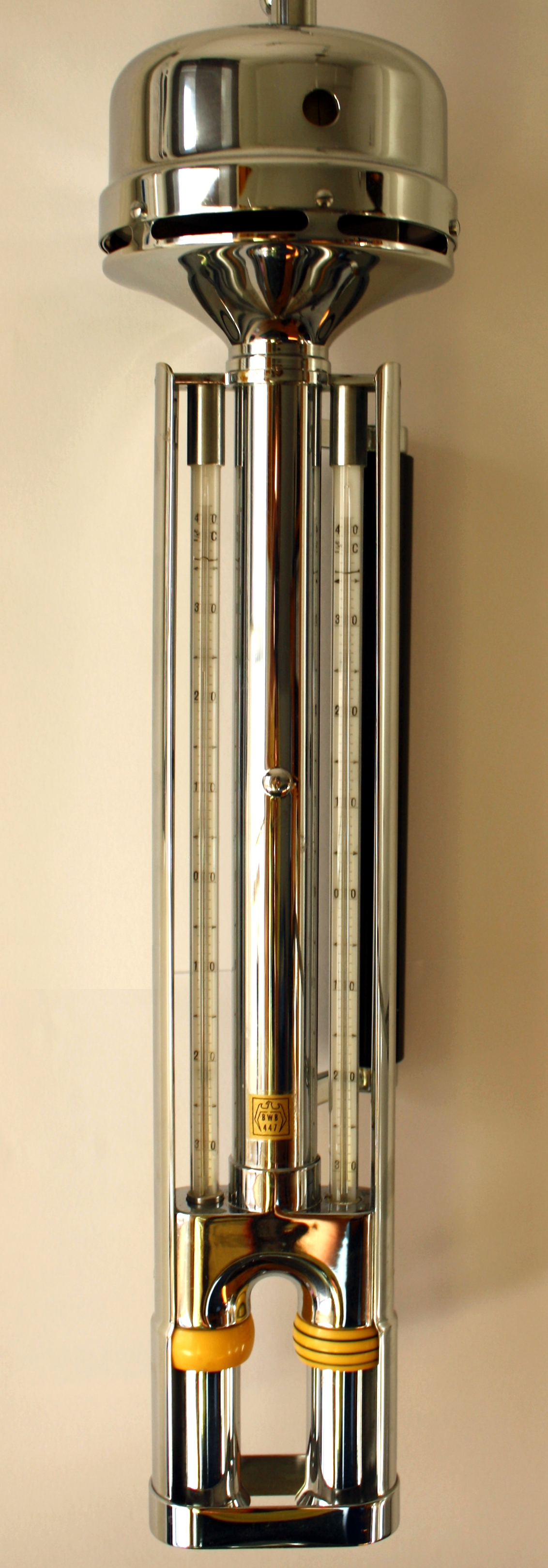
Psychrometr Assmanna

Psychrometr Assmanna – psychrometr będący udoskonaleniem psychrometru Augusta,  tak że dodano wentylator wymuszający przepływa powietrza wokół termometrów ze stałą prędkością 2,5 m/s. Psychrometr ten wraz z dokładnymi termometrami zapewnia dobrą dokładność pomiarów. Wentylator wymuszający przepływ powietrza wokół termometrów, może być napędzany nakręcaną ręcznie sprężyną lub elektrycznie.
Korzystając z psychrometru Assmanna wartość wilgotności względnej powietrza oblicza się ze wzorów, odczytuje się z wykresów, z tabel opracowanych dla prędkości przepływu powietrza 2,5 m/s. Psychrometry Assmanna używane są do wzorcowania innych psychrometrów i higrometrów.
Przyrząd został opracowany w latach 1887-1892 Richarda Assmanna wraz z Hansem Bartschem von Sigsfeldem.